# Uticaj veštačke inteligencije na tržište rada
Uticaj veštačke inteligencije na tržište rada uključuje i aplikacije za poboljšanje bezbednosti i zdravlja radnika i potencijalne opasnosti koje se moraju kontrolisati.
Jedna potencijalna primena je korišćenje veštačke inteligencije za eliminaciju opasnosti uklanjanjem ljudi iz opasnih situacija koje uključuju rizik od stresa, prekomernog rada ili povreda mišićno-skeletnog sistema. Prediktivna analitika se takođe može koristiti za identifikaciju stanja koja mogu dovesti do opasnosti kao što su umor, povrede od ponavljajućeg naprezanja ili izloženost toksičnim supstancama, što dovodi do ranijih intervencija. Druga je da se pojednostavi bezbednost radnog procesa i zdravlja na radnom mestu kroz automatizaciju zadataka koji se ponavljaju, poboljšanje programa obuke o bezbednosti kroz virtuelnu stvarnost ili otkrivanje i prijavljivanje tesno izbegnutih opasnosti.
Kada se koristi na radnom mestu, veštačka inteligencija takođe predstavlja mogućnost novih opasnosti. One mogu nastati zbog tehnika mašinskog učenja koje dovode do nepredvidivog ponašanja i nedokučivosti u njihovom donošenju odluka, ili zbog sajber bezbednosti i pitanja privatnosti informacija. Mnoge opasnosti od veštačke inteligencije su psihosocijalne zbog svog potencijala da izazovu promene u organizaciji rada. To uključuje promene u veštinama koje se zahtevaju od radnika, pojačano praćenje koje vodi ka mikroupravljanju, algoritme koji nenamerno ili namerno oponašaju neželjene ljudske predrasude i krivicu za greške mašine pripisuju ljudskom operateru. Veštačka inteligencija takođe može dovesti do fizičkih opasnosti u vidu sudara čoveka i robota i ergonomskih rizika kontrolnih interfejsa i interakcije čoveka i mašine. Kontrole opasnosti uključuju sajber-bezbednost i mere privatnosti informacija, komunikaciju i transparentnost sa radnicima o korišćenju podataka i ograničenja za kolaborativne robote.
Iz perspektive bezbednosti i zdravlja na radnom mestu, relevantna je samo „slaba” ili „uska” veštačka inteligencija koja je prilagođena određenom zadatku, pošto postoji mnogo primera koji su trenutno u upotrebi ili se očekuje da će ući u upotrebu u bliskoj budućnosti. Ne očekuje se da će „snažna“ ili „opšta“ AI biti izvodljiva u bliskoj budućnosti, a diskusija o njenim rizicima je u nadležnosti futurista i filozofa, a ne industrijskih higijeničara.
Predviđa se da će određene digitalne tehnologije dovesti do gubitka radnih mesta. Poslednjih godina, usvajanje moderne robotike je dovelo do neto rasta zaposlenosti. Međutim, mnoga preduzeća predviđaju da će automatizacija ili zapošljavanje robota dovesti do gubitka posla u budućnosti. Ovo posebno važi za kompanije u centralnoj i istočnoj Evropi. Predviđa se da će druge digitalne tehnologije, kao što su platforme ili veliki podaci, imati neutralniji uticaj na zapošljavanje.